# 39. Goya-gála
A 39. Goya-gála során a 2024-ben bemutatott spanyol filmeket értékelték. A jelölteket az Academy of Cinematographic Arts and Sciences of Spain választotta ki. A granadai Granada Conference & Exhibition Centreben tartott ceremóniát az La 1 és RTVE Play közvetítették 2025. február 8-án. A műsor házigazdái Maribel Verdú és Leonor Watling voltak. A jelöltek listáját Natalia de Molina és Álvaro Cervantes jelentették be 2024. december 18-án. A gála során Aitana Sánchez-Gijón kapta meg a tiszteletbeli Goya-díjat, míg a nemzetközi Goya-díjat Richard Gere kapta.
A gála során számos változás lépett életbe a díj szabályai kapcsán. Így például egy ország már akár két filmmel is nevezhetett a legjobb európai film díjára; a legjobb új színész és színésznő díjára jelölteknek írásbeli beleegyezést kell adniuk, hogy jelölhessék őket a kategóriákban; illetve betiltották az AI által generált zenék jelölését a legjobb eredeti filmzene és a legjobb dal kategóriákban.

## Győztesek és jelöltek
A nyertesek félkövérrel jelölve.
| Legjobb film | Legjobb rendező |
| --- | --- |
| - El 47 – Javier Méndez, Laura Fernández Espeso - La infiltrada – Álvaro Ariza, María Luisa Gutiérrez, Mercedes Gamero, Pablo Nogueroles - Tűz a tengerparton – Alberto Aranda, Ana Eiras, Ariens Damsí, Bernat Saumell, Dani de la Orden, Jaime Ortiz de Artiñano, Kike Maíllo, Toni Carrizosa - La estrella azul – Amelia Hernández, Hernán Musaluppi, Simón de Santiago - Segundo premio – Cristóbal García                     | - Isaki Lacuesta, Pol Rodríguez — Segundo premio - Pedro Almodóvar — A szomszéd szoba - Arantxa Echevarría — La infiltrada - Paula Ortiz — A vörös szűz - Aitor Arregi, Jon Garaño — Marco |
| Legjobb férfi főszereplő | Legjobb női főszereplő |
| - Eduard Fernández — Marco (Enric Marco) - Alberto San Juan — Tűz a tengerparton (Carlos) - Alfredo Castro — Polvo serán (Flavio) - Urko Olazabal — Soy Nevenka (Ismael Álvarez) - Vito Sanz — A nyár utolsó napja (Alex) | - Carolina Yuste — La infiltrada (Mónica / Arantxa) - Emma Vilarasau — Tűz a tengerparton (Montse) - Julianne Moore — A szomszéd szoba (Ingrid Parker) - Tilda Swinton — A szomszéd szoba (Martha Hunt) - Patricia López Arnaiz — Los destellos (Isabel) |
| Legjobb férfi mellékszereplő | Legjobb női mellékszereplő |
| - Salva Reina — El 47 (Felipín) - Enric Auquer — Tűz a tengerparton (David) - Óscar de la Fuente — La casa (Vicente) - Luis Tosar — La infiltrada (Ángel Salcedo "El Inhumano") - Antonio de la Torre — Los destellos (Ramón) | - Clara Segura — El 47 (Carmen) - Macarena García — Tűz a tengerparton (Marta) - Maria Rodríguez Soto — Tűz a tengerparton (Júlia) - Nausicaa Bonnín — La infiltrada (Andrea) - Aixa Villagrán — A vörös szűz (Macarena) |
| Legjobb új színész | Legjobb új színésznő |
| - Pepe Lorente — La estrella azul (Mauricio Aznar) - Óscar Lasarte — ¿Es el enemigo? La película de Gila (Miguel Gila) - Cuti Carabajal — La estrella azul (Carlos Carabajal) - Cristalino — Segundo premio (A gitáros) - Daniel Ibáñez — Segundo premio (Az énekes) | - Laura Weissmahr — Salve Maria (Maria Agirre) - Zoe Bonafonte — El 47 (Joana) - Mariela Carabajal — La estrella azul (Andrea Carabajal) - Marina Guerola — Los destellos (Madalen) - Lucía Veiga — Soy Nevenka (Rosario Velasco) |
| Legjobb eredeti forgatókönyv | Legjobb adaptált forgatókönyv |
| - Eduard Sola — Tűz a tengerparton - Alberto Marini, Marcel Barrena — El 47 - Javier Macipe — La estrella azul - Amèlia Mora, Arantxa Echevarría — La infiltrada - Aitor Arregi, Jon Garaño, Jorge Gil Munarriz, Jose Maria Goenaga — Marco | - Pedro Almodóvar — A szomszéd szoba (Sigrid Nunez Egy életen át című novellája alapján) - Álex Montoya, Joana M. Ortueta — La casa (Paco Roca grafikus novellája alapján) - Pilar Palomero — Los destellos (Eider Rodríguez Bihotz handiegia című története alapján) - Mar Coll, Valentina Viso — Salve Maria (Katixa Agirre Amek ez dute című novellája alapján) - Icíar Bollaín, Isa Campo — Soy Nevenka(Juan José Millás Hay algo que no es como me dicen: el caso Nevenka Fernández contra la realidad című és Nevenka Fernández El poder de la verdad című könyvei alapján) |
| Legjobb iberoamerikai film | Legjobb európai film |
| - Én még itt vagyok — Brazília - Agarrame Fuerte — Uruguay - Kill the Jockey — Argentína - Párhuzamos életek — Chile - Egy izzó test emlékei — Costa Rica | - Emilia Pérez — Franciaország - Monte Cristo grófja — Franciaország - Áradás — Litvánia - A kiméra — Olaszország - Érdekvédelmi terület — Egyesült Királyság |
| Legjobb új rendező | Legjobb animációs film |
| - Javier Macipe — La estrella azul - Miguel Faus — A csendes szobalány - Pedro Martín-Calero — El llanto - Sandra Romero — Por donde pasa el silencio - Paz Vega — Rita | - Mariposas Negras – César Zelada, David Baute, Edmon Roch, Marc Sabé - Buffalo Kids – Cleber Beretta, Francisco Celma, Ignacio Salazar-Simpson, Jaime Ortiz de Artiñano, Jordi Gasull, Juan Jesús García Galocha "Galo", Marc Sabé, Pedro Solís, Ricardo Marco Budé, Toni Novella - A sárkányőrző – Aurora de Cos, Fu Ruoqing, Larry Levene, Li Jiangping, Pedro Pérez, Peng Mingyu, Salvador Simó, Song Weiwei, Tro Juanyu, Yang Lihe - Rock Bottom – Adán Aliaga, Alba Sotorra, Anna Mroczek, Dani Bagur, Kiko Domínguez, Lukasz Kacprowicz, Marcin Wasilewski, María Trénor, Miguel Molina Carmona, Robert Jaszczurowski, Wojciech Leszczynski - Szupermikulás – Andrea Sebastiá, Darío Sanchez, François Trudel, Nacho La Casa, Steven Majaury |
| Legjobb operatőr | Legjobb vágás |
| - Edu Grau — A szomszéd szoba - Isaac Vila — El 47 - Javier Salmones — La infiltrada - Takuro Takeuchi — Segundo premio - Gris Jordana — Soy Nevenka | - Javi Frutos — Segundo premio - Nacho Ruiz Capillas — El 47 - Javier Macipe, Nacho Blasco — La estrella azul - Victoria Lammers — La infiltrada - Fernando Franco — Los pequeños amores |
| Legjobb látványtervezés | Legjobb gyártásvezető |
| - Javier Alvariño — A vörös szűz - Marta Bazaco — El 47 - Inbal Weinberg — A szomszéd szoba - Pepe Domínguez del Olmo — Segundo premio - Miguel Ángel Rebollo — A nyár utolsó napja | - Carlos Apolinario — El 47 - Laia Gómez — Tűz a tengerparton - Axier Pérez Serrrano — La infiltrada - Kati Martí Donoghue — A vörös szűz - Carlos Amoedo — Segundo premio |
| Legjobb hang | Legjobb vizuális effektusok |
| - Diana Sagrista, Eva Valiño, Alejandro Castillo, Antonin Dalmasso — Segundo premio - Amanda Villavieja, Joaquín Rajadel, Víctor R. Puertas, Mayte Cabrera, Nicolas de Poulpiquet — La estrella azul - Sergio Bürmann, Anna Harrington, Marc Orts — A szomszéd szoba - Fabio Huete, Jorge Castillo Ballesteros, Miriam Lisón, Mayte Cabrera — La infiltrada - Coque F. Lahera, Álex F Capilla, Nacho Royo-Villanova — A vörös szűz | - Laura Canals, Iván López Hernández — El 47 - Li Xin — A sárkányőrző - Mariano García Marty, Jon Serrano, Juliana Lasunción — La infiltrada - Raúl Romanillos, Juanma Nogales — A vörös szűz - Jon Serrano, Mariano García Marty, David Heras — Marco |
| Legjobb jelmeztervezés | Legjobb smink |
| - Arantxa Ezquerro — A vörös szűz - Ester Palaudàries, Vinyet Escobar — Disco, Ibiza, Locomía - Irantzu Ortiz, Olga Rodal — El 47 - Bina Daigeler — A szomszéd szoba - Lourdes Fuentes — Segundo premio | - Karmele Soler, Sergio Pérez Berbel, Nacho Díaz — Marco - Karol Tornaría — El 47 - Morag Ross, Manolo García — A szomszéd szoba - Patricia Rodríguez, Tono Garzón — La infiltrada - Eli Adánez, Paco Rodríguez Frías — A vörös szűz |
| Legjobb eredeti filmzene | Legjobb eredeti dal |
| - Alberto Iglesias — A szomszéd szoba - Arnau Bataller — El 47 - Arturo Cardelús — A sárkányőrző - Fernando Velázquez — La infiltrada - Sergio de la Puente — Verano en diciembre | - "Los almendros" — Antón Álvarez, Yerai Cortés (La guitarra flamenca de Yerai Cortés) - "Show Me" — Fernando Velázquez (Buffalo Kids) - "El borde del mundo" — Valeria Castro (El 47) - "La virgen roja" — Maria Arnal (A vörös szűz) - "Love Is the Worst" — Alondra Bentley, Isaki Lacuesta (Segundo premio) |
| Legjobb rövidfilm | Legjobb animációs rövidfilm |
| - La gran obra – Lluís Quílez, Àlex Lora - Betiko gaua – Ander Barinaga-Rementeria Arano, Ander Sagardoy Múgica, Carmen Lacasa Aguinaga, Eneko Sagardoy, Paul Urkijo - Cuarentena – María del Puy Alvarado, Celia de Molina - El trono – Arturo Valls, Carmela Martínez Oliart, Félix Tusell Sánchez, Lucía Jiménez - Mamántula – Ion de Sosa, Leire Apellaniz, Paola Alvarez, Tasio                                               | - Cafunè – Carlos Fernández de Vigo, Damián Perea, Mintxo Díaz, Sergy Moreno, Lorena Ares - El cambio de rueda – Ainhoa Ramírez Lucendo, Fernando Franco, León Siminiani, Begoña Arostegui - La mujer ilustrada – Diego Herguera, Isabel Herguera - Lola, Lolita, Lolaza – Chelo Loureiro, Mabel Lozano, Pablo Jimeno, Raúl Berdonés - Wan – Carlos Ayerbe, Víctor Monigote |
| Legjobb dokumentumfilm | Legjobb rövid dokumentumfilm |
| - La guitarra flamenca de Yerai Cortés – Antón Álvarez, Cristina Trenas, Santos Bacana - Domingo domingo – Arunas Matelis, Laura García Andreu, Pepe Andreu, Rafa Molés - Marisol, llámame Pepa – Blanca Torres, Chema de la Peña, José Carlos de Isla Troncoso, Paco Ortiz - Mi hermano Ali – Paula Palacios - No estás sola – Almudena Carracedo, Robert Bahar                                                                   | - Semillas de Kivu – Carlos Valle, David Pérez Sañudo, Iván Miñambres, Néstor López, Pepe Castro, Pilar Sancho - Ciao Bambina – Carlo D'Ursi, Jorge Garrido, Afioco Gnecco, Carolina Yuste - Els Buits – Carlotta Schiavon, Ian de la Rosa, Laura Rubirola Sala, Isa Luengo, Marina Freixa Roca, Sofía Esteve - Las novias del sur – David Epiney, Eugenia Mumenthaler, Pepe Andreu, Rafa Molés. Elena López Riera - Los 30 (no) son los nuevos 20 – Alfonso Palazón, Juan Vicente Castillejo Navarro |

## Előadott számok
| Előadó                                                              | Szám                                     |
| ------------------------------------------------------------------- | ---------------------------------------- |
| Amaral Miguel Ríos                                                  | "Bienvenidos"                            |
| Alejandro Sanz                                                      | "Abre la puerta"                         |
| Rigoberta Bandini                                                   | "El amor"                                |
| Estrella Morente Kiki Morente Soleá Morente Dellafuente Lola Índigo | "Anda jaleo" "Verde que te quiero verde" |
| Dora Zahara                                                         | "Si tú no estás"                         |

## In Memoriam
A gála "in memoriam" szegmense az alábbi elhunyt személyekről emlékezett meg:
- Mayra Gómez Kemp
- Marisa Paredes
- Xabier Deive
- Fermí Reixach
- Elisa Montés
- Teresa Gimpera
- Eva Lyberten
- Silvia Tortosa
- Jaime de Armiñán
- Jaume Lleal
- Julián Ortega
- La Chunga
- José de la Torre
- Fermí Reixach
- Isabel Álvarez Friera
- Ana Bernal
- Vanessa Castro
- Lola Cordón
- Javi Cañón
- Daniel Fanego
- Txema Blasco
- Anastasio de la Fuente
- Ernesto Gómez Cruz
- Jaime D'Ors
- Juanma Carrillo
- José Hervás
- Paula Martel
- Silvia Pinal
- Emilio Echevarría
- Francisco San Martín
- Rosalía Dans

## Fordítás
- Ez a szócikk részben vagy egészben  a(z)   39th Goya Awards című angol Wikipédia-szócikk fordításán alapul.  Az eredeti cikk szerkesztőit annak laptörténete sorolja fel. Ez a jelzés csupán a megfogalmazás eredetét és a szerzői jogokat jelzi, nem szolgál a cikkben szereplő információk forrásmegjelöléseként.